# (1609) Brenda
(1609) Brenda ist ein Asteroid des Hauptgürtels, der am 10. Juli 1951 von E. L. Johnson, vom Union-Observatorium in Johannesburg aus, entdeckt wurde. 
Der Asteroid wurde nach einer Enkeltochter von E. L. Johnson benannt.